# Бацање терета
Бацање терета је стара атлетска дисциплина, пореклом из Шкотске, као народно такмичење, која је два пута била на програму Олимпијских игара, 1904 у Сент Луису и 1920 у Антверпену. Оба пута бацан је терет од 56 енглеских фунти што износи 25,4 кг (1 енглеска фунта је 453,59 грама). 
Данас се бацање терета примењује у тренингу свих бацача, а нарочито у бацању кладива, али бацање терета и бацање камена нису више у службеном програму атлетских такмичења.
У неким земљама као нпр. делу Немачке и Швајцарске воде се и рекорди у тим дисциплинама (Rasenkraftsport), а у службеном првенствима постоји и бацачки тробој:бацање кладива, бацање терета и бацање камена (осмоугаони камен).
Кладиво и терет се бацају из круга пречника 2,135 м, а камен се баца са залетишта произвољне дужине (обично око 15 м). Бодовање се у том вишебоју врши према посебним таблицама.
У атлетским правилима Југославије из 1930. године (члан 63.) програмирано је било бацање тешког тега. Тежина справе је износила 25,401 кг, а дужина заједно са ручком 406 mm. Справа се бацала из круга пречника 2,135 м.